# Клименко, Мария Николаевна (актриса)
Мария Николаевна Клименко (10 сентября 1924, Киев — 7 июля 2000, Киев) — советская украинская актриса. Народная артистка Украинской ССР (1979).

## Биография
Родилась 10 сентября 1924 года в Киеве.
В 1940 году с родителями переехала в Луцк, собиралась стать учительницей.
Во время Великой Отечественной войны 16-летней девушкой угнана на принудительные работы в Германию, вернулась в 1946 году.
В 1946—1959 и 1969—1980 годах — актриса Волынского украинского музыкально-драматического театра им. Шеченко, в 1959—1969 была актрисой Тернопольского театра им. Шевченко.
В 1979 году удостоена звания Народная артистка Украинской ССР.
Умерла 7 июля 2000 года в Киеве.